# 石田茂樹
石田 茂樹（、1924年〈大正13年〉3月17日 - 1997年〈平成9年〉）は、日本の俳優、僧。本名は石田 千尋。長男は俳優・声優の石田太郎。

## 人物
石川県金沢市出身。龍谷大学文学部真宗学科卒業。
大阪市立枚方中学校（現：枚方市立枚方中学校）の教諭を経て、毛利菊枝が主宰する劇団くるみ座や、森繁久彌の森繁劇団などを経て、東宝の専属俳優となる。
東宝の映画では、ほとんどが端役での出演であるが、特撮映画やクレージー映画などに常連出演して活躍した。1960年代以降はテレビドラマにも出演している。
俳優引退後は、地元の金沢市にある浄土真宗本願寺派乗敬寺の住職を務めていた。
1997年、死去。乗敬寺の住職は長男の太郎が俳優業の傍ら引き継いだ。

## 出演作品

### 映画
- 鉄腕涙あり（1953年） - 高木
- 鞍馬天狗 斬り込む（1953年） - 肥田平蔵参謀
- 唄祭けんか道中（1956年） - 太吉
- アチャコ行状記シリーズ 
  - アチャコ行状記 親馬鹿天国（1956年） - 駅員・馬場
  - アチャコ行状記 嫁取り試験（1956年） - 板前・弥吉
- 世にも面白い男の一生 桂春団治（1956年） - 東条
- 金語楼純情日記 珍遊侠伝（1957年） - 巡査
- チンドンやの娘（1957年） - 書生
- ますらを派出夫会 粉骨砕身す（1957年） - 新聞記者
- ロマンス誕生（1957年） - 改札係
- へそくり親爺（1957年） - 交番の巡査
- 強情親爺とピンボケ息子（1957年） - 巡査
- お父さんはお人好しシリーズ - 岡野（オカチン）
  - お父さんはお人好し 家に五男七女あり（1958年）
  - お父さんはお人好し 花嫁善哉（1958年）
- 別れの波止場（1958年） - 社員
- 喧嘩も楽し（1958年） - 大食漢の客
- 風流温泉日記（1958年） - 新川巡査
- 底抜け忍術合戦（1958年） - 六兵衛
- 潜水艦イ-57降伏せず（1959年） - 丸田上水[5]
- 飛びっちょ勘太郎（1959年） - 笠松の権次
- 夜を探がせ（1959年） - 片山西二郎
- 夜霧の決闘（1959年） - 井田刑事
- 天下の大泥棒 白浪五人男（1960年） - 偽若旦那
- 珍品堂主人（1960年） - 板前・勘さん
- ハワイ・ミッドウェイ大海空戦 太平洋の嵐（1960年） - 間宮兵曹[要出典]
- 幽霊繁盛記（1960年） - 長六伊之吉
- ふんどし医者（1960年） - 丑
- 大空の野郎ども（1960年） - 金井
- がんばれ! 盤嶽（1960年） - 馬子三次
- 「赤坂の姉妹」より 夜の肌（1960年） - 山脇一郎
- 第六の容疑者（1960年） - 犯罪科学研究所係員
- 若い狼（1961年） - パチンコ屋の主人
- サラリーマン奥様心得帖（1961年） - 石浜
- 背広三四郎シリーズ - 高山
  - 背広三四郎 男は度胸（1961年）
  - 背広三四郎 花の一本背負い（1961年）
- 別れて生きるときも（1961年） - キャメラマン
- 特急にっぽん（1961年） - 専務車掌・影山
- 社長シリーズ
  - 社長道中記（1961年） - 秋山
  - サラリーマン清水港（1962年） - 大瀬
  - 続サラリーマン清水港（1962年） - 大瀬
  - 続・社長千一夜（1967年） - 「マウント富士ホテル」支配人
  - 続・社長繁盛記（1968年） - 幹部社員
  - 続・社長えんま帖（1969年） - 富岡
- アワモリ君シリーズ
  - アワモリ君売出す（1961年） - 「立花チャームスクール」の講師
  - アワモリ君乾杯!（1961年） - 氷屋のおやじ
- 紅の海（1961年） - 宮原
- 世界大戦争（1961年） - 有村[2]
- 花影（1961年） - 市川（バーの客）
- その場所に女ありて（1962年） - 宣伝課長
- 豚と金魚（1962年） - 恩田編集長
- 重役候補生No.1（1962年） - 早川
- 若大将シリーズ
  - 日本一の若大将（1962年） - 福井
  - フレッシュマン若大将（1969年） - 松坂
- 早乙女家の娘たち（1962年） - 稲取正勝
- 新・狐と狸（1962年） - つる子の夫・多吉
- 放浪記（1962年） - 商人
- 忠臣蔵 花の巻・雪の巻（1962年） - 本陣番頭・利七
- にっぽん実話時代（1963年） - 粕谷の連れの男
- クレージー映画
  - クレージー作戦 先手必勝（1963年） - 山口刑事
  - クレージー作戦 くたばれ!無責任（1963年） - 総務部長
  - 花のお江戸の無責任（1964年） - 「三浦屋」の番頭・馬太郎
  - クレージーの無責任清水港（1966年） - 法印大五郎[1]
  - 日本一のゴリガン男（1966年） - 高井戸
  - クレージーだよ奇想天外（1966年） - 塚田医師
  - クレージーだよ天下無敵（1967年） - 法良宣伝課長
  - クレージー黄金作戦（1967年） - 並川課長
  - クレージーの大爆発（1969年） - 自衛隊隊長
  - クレージーの殴り込み清水港（1970年） - 法印大五郎
  - 日本一のワルノリ男（1970年） - 世界陶器総務部長
  - だまされて貰います（1971年） - 大岡村長
- あの娘に幸福を（1963年） - 田口運転手
- イチかバチか（1963年） - 大東銀行支店長
- 駅前シリーズ
  - 喜劇 駅前茶釜（1963年） - 花山久蔵
  - 喜劇 駅前音頭（1964年） - 「下野履物」店主
- ゴジラシリーズ
  - 三大怪獣 地球最大の決戦（1964年） - 国会議員[6][3]
  - ゴジラ・エビラ・モスラ 南海の大決闘（1966年） - デスク[5][1][3]
  - ゴジラ・ミニラ・ガバラ オール怪獣大進撃（1969年） - アパートの管理人[5][3]
- 西の王将東の大将（1964年） - 春山人事課長
  - 続西の王将・東の大将（1965年） - 品川
- 陽のあたる椅子（1965年） - 貸付課長
- 太平洋奇跡の作戦 キスカ（1965年） - 松原二曹[5]
- フランケンシュタイン対地底怪獣（1965年） - 大学教授[5][1]
- けものみち（1965年） - 坂井
- 100発100中（1965年） - 玉井警部
- 狸の王様（1966年） - 交通課長
- 奇巌城の冒険（1966年） - 司祭長
- 日本のいちばん長い日（1967年） - NHK・荒川技術局長
- 乱れ雲（1967年） - 通産省会計課員
- さらばモスクワ愚連隊（1968年） - 週刊誌記者
- ブラック・コメディ ああ!馬鹿（1969年） - タクシーの運転手
- 死ぬにはまだ早い（1969年） - 運転手
- 野獣の復活（1969年） - 銃砲器店主人
- 頑張れ!日本男児（1970年） - ドクター
- ひらヒラ社員 夕日くん（1970年） - 伊達部長
- 走れ!コウタロー 喜劇・男だから泣くサ（1971年） - 嵐田万作
- 父ちゃんのポーが聞える（1971年） - 千田
- どてらい男（1975年） - 近藤
- 連合艦隊（1981年） - 新聞記者[7]

### テレビ
- 絵本（1956年、NHK）
- 赤胴鈴之助（1957年、OTV）
- 噴煙（1957年、OTV）
- 石の庭（1957年、NHK）
- 東芝日曜劇場（TBS）
  - 第53話「かんてき長屋」（1957年）
  - 第117話「軍艦」（1959年）
  - 第397話「男でありたい」（1964年）
  - 第419話「この道の行くてに」（1964年）
  - 第533話「早春の女」（1967年）
  - 第774・775話「亜紀子」（1971年）
- 第852話「春の行くさき」（1973年）
- エンタツの正月先生（1958年、OTV）
- 南蛮小天狗（1959年、CX）
- ゴールデン劇場 / 鉄道唱歌物語（1959年、NTV）
- サンヨーテレビ劇場 / 窓（1960年、TBS）
- 夫婦百景（NTV）
  - 第89話「聖女房」（1960年）
  - 第153話「相惚れ夫婦」（1961年）
  - 第231・232話「女房馬鹿」（1962年）
  - 第301話「番頭夫婦」（1964年）
  - 第353話「H? 亭主」（1966年）
  - 第393話「やや児と十万円」（1967年）
- 軍歌 第2話「赤い泥濘」（1960年、KTV）
- 松本清張シリーズ・黒い断層（KR）
  - 紐（1960年）
  - 蒼い描点（1960年）
- テレビ指定席 / 賢女気質（1961年、NHK）
- NECサンデー劇場 / 寺田屋繁昌記（1961年、NET）
- 近鉄金曜劇場（TBS） 
  - 勝負師 前後編（1962年）
  - 夜の谷間で（1962年）
  - 虹の鉄橋（1964年）
  - 黄色い褒章（1965年）
- 文芸劇場 第47話「閣下」（1962年、NHK）
- ポーラ名作劇場 第49話「たんばさん」（1963年、MBS）
- 講談ドラマ（NHK）
  - 西郷隆盛（1963年）
  - うぐいす侍（1963年）
  - 由井正雪（1963年）
- 事件記者 第281話「この夜」（1963年、NHK）
- 虹の設計 第4話（1964年、NHK）
- NHK劇場 / ふるさとの甘い風（1964年、NHK）
- NHK大河ドラマ（NHK）
  - 太閤記（1965年） - 甘糟三平
  - 竜馬がゆく（1968年） - 七蔵
  - 勝海舟（1974年） - 平太
- 風雪（NHK）
  - たばこ戦争（1965年） - 村井の支配人川田
  - 時代の勲章（1965年） - 久吉
- おれの番だ!9 口から出まかせ（1965年、TBS） - 支配人加藤
- ウルトラQ（TBS）
  - 第2話「五郎とゴロー」（1966年） - 野猿研究所・松崎研究員
  - 第23話「南海の怒り」（1966年） - コンパス島島主[2]
  - 第28話「あけてくれ!」（1967年） - 警視庁公安課・瀬川主任
- 快獣ブースカ 第45話「魔法の帽子」（1967年、NTV） - 南間ホテル支配人
- ナショナルゴールデン劇場 / さくらんぼ（1967年、NET）
- 七人の刑事 第2シリーズ（TBS）
  - 第334話「猫と鈴」（1968年）
  - 第347話「やくそく」（1968年）
- 昔三九郎 第4話「詑証文」（1968年、NTV）
- 怪奇大作戦 第3話「白い顔」（1968年、TBS） - 神奈川県警刑事
- ざっくばらん（1968年、NTV） - 番頭・山口
- 仇討ち 第4話「敵討ち母子連れ」（1968年、TBS）
- 一の糸（1969年、NHK）
- 東京コンバット 第36話「罠には罠を」（1969年、CX）
- フジ三太郎 第39話（最終回）（1969年、TBS）
- 女殺し屋 花笠お竜 第12話「女の強さを肌で知る」（1969年、12CH）
- ありがとう 第1シリーズ（TBS）
  - 第18話（1970年）
  - 第25話（1970年）
  - 第28話（1970年）
- 鬼平犯科帳（八代目松本幸四郎版）（NET / 東宝）
  - 第1シリーズ 第27話「五年目の客」（1970年） - 松造
  - 第1シリーズ 第55話「深川、千鳥橋」（1970年） - 文吉郎
- 金メダルへのターン! 第39話（1971年、CX）
- ワン・ツウ アタック! 第9話「打ち込め! スピンボール」（1971年、12CH） - ジャガー工場課長・若林
- 時間ですよ 第2シリーズ（1971年 - 1972年、TBS）
- 天下御免（1971年 - 1972年、NHK）
- ジキルとハイド 第13話（最終回）「永遠の標」（1973年、CX）
- 影同心II 第11話「（秘）能舞台鬼の花道」（1975年、MBS） - 伊勢屋
- ザ・ドラマチックナイト / 細雪友禅殺人事件（1988年、CX）

### 舞台
- 屋根の上のバイオリン弾き（1967年 - 不明） - ユッセル